# Matriarchat (powieść)
Matriarchat (bułg. Матриархат) – krótka powieść, autorstwa bułgarskiego pisarza Georgiego Miszewa, opublikowana w 1967 r. i sfilmowana w 1977 (reż. Ludmił Kirkow).
Powieść stanowi fragmentaryczny obraz współczesnej wsi bułgarskiej zdominowanej przez kobiety. Przedstawia losy pięciu kobiet (Żeła, Stanka, Bona, Ganeta i baba Jordanka), mieszkających na bułgarskiej prowincji. Ze względu na emigrację wewnętrzną (ich mężowie pracują na budowach, w fabryce, itp.) kobiety zmuszone są same radzić sobie z rzeczywistością, samodzielnie prowadzić gospodarstwo domowe czy organizować życia społeczne na wsi. Ich życie wypełnione jest pracą w polu lub domu, codziennymi troskami i radościami.
Ganeta jest żoną Bożidara, miejscowego karczmarza, który prócz oficjalnego, prowadzi także nielegalny handel. Podczas kontroli wychodzą na jaw nielegalne sposoby zdobywania pieniędzy, Bożidar zostaje skazany i idzie do więzienia. Stanka chce przeprowadzić się do miasta, ale ze względu na skomplikowane procedury prawne jest to bardzo utrudnione. Bona żyje samotnie, często zaglądając do kieliszka. Baba Jordanka również żyje samotnie, ma pewne problemy zdrowotne. Jej syn przeniósł się do miasta i rzadko przyjeżdża do domu rodzinnego. 
Powieść została wpisana do kanonu literatury bułgarskiej 1878-1988.